# 陳金釭
陳 金釭（ちん きんこう、Chén Jīngāng、? ‐ 1863年）は清末の大洪国の反乱の指導者。
広東省三水県出身。天地会に加入し反清活動を行っていた。1854年に蜂起して三水県城を包囲するが、攻略に失敗。その後陳開・李文茂らとともに広州を包囲するが、陥落させることはできなかった。陳金釭は再び三水を包囲するがまたも失敗に終わった。その後湖南省に入るが、湘軍に敗れて撤退。再び広東省北部で活動し、「南天大王」と称した。1857年、懐集を占領し、「大洪国」を建国し、「南興王」を名乗った。1858年より懐集の周辺地域を次々と攻略し、大洪国の勢力は広東省・広西省にまたがり、兵力は10万人に達した。1859年、内紛がおこり、賀県に本拠を移した。1860年、広西按察使蔣益澧らの湘軍に敗北し、賀県から逃亡を余儀なくされた。しかし1861年、信宜を攻略し、大洪国を再建した。大洪国は再び勢力を増したが、1863年に広東提督昆寿（クンシェウ）に信宜を包囲された。陳金釭は裏切りに遭って殺害され、大洪国は滅亡した。